# Калин-Арройо, Мэри Тереза
исп. M T K Arroyo (1944), также известная как Мэри Т. Калин Херли, является новозеландским биологом.
Иностранный член Национальной академии наук США (1999), лауреат Национальной премии естественных наук Чили в 2010 году.

## Растения имени Калин-Арройо
- Ourisia macrocarpa  Hook.f.subsp. calycina (Colenso)Arroyo (syn. Ourisia calycina  Colenso)[2]
- Ourisia remotifolia  Arroyo
- Ourisia sessilifolia  (Hook.f.)subsp. splendida (Moore)Arroyo (syn. Ourisia sessilifolia  Hook.f.var.splendida Moore)[3]
- Ourisia spathulata  Arroyo[4]

## Библиографический источник
- Мэри_Тереза_Калин-Арройо